# AFI's 100 Years... 100 Heroes and Villains
AFI's 100 Years... 100 Heroes and Villains è la lista dei 100 (50 per ciascuna categoria) cattivi ed eroi scelti dalla American Film Institute nel giugno 2003. La lista fu presentata da Arnold Schwarzenegger in uno spettacolo appositamente trasmesso dalla rete televisiva statunitense CBS.
In taluni casi il personaggio è comparso in più film della stessa serie, ma si fa riferimento solo a uno dei film del franchise. Curiosamente uno stesso personaggio, proprio il Terminator del presentatore della serata, compare sia nella classifica degli eroi (così è nel secondo capitolo della serie), che in quella dei cattivi (come in effetti è nel primo episodio).

## I 50 eroi
In questa lista Gary Cooper compare con tre personaggi. Harrison Ford, Humphrey Bogart, James Stewart, Henry Fonda, Robert Redford, Paul Newman compaiono con due personaggi ciascuno.
1. Atticus Finch (Gregory Peck) ne Il buio oltre la siepe (1962)
2. Indiana Jones (Harrison Ford) ne I predatori dell'arca perduta (1981)
3. James Bond (Sean Connery) in Agente 007 - Licenza di uccidere (1962)
4. Rick Blaine (Humphrey Bogart) in Casablanca (1942)
5. Will Kane (Gary Cooper) in Mezzogiorno di fuoco (1952)
6. Clarice Starling (Jodie Foster) ne Il silenzio degli innocenti (1991)
7. Rocky Balboa (Sylvester Stallone) in Rocky (1976)
8. Ellen Ripley (Sigourney Weaver) in Aliens - Scontro finale (1986)
9. George Bailey (James Stewart) in La vita è meravigliosa (1946)
10. T.E. Lawrence (Peter O'Toole) in Lawrence d'Arabia (1962)
11. Jefferson Smith (James Stewart) in Mr. Smith va a Washington (1939)
12. Tom Joad (Henry Fonda) in Furore (1940)
13. Oskar Schindler (Liam Neeson) in Schindler's List - La lista di Schindler (1993)
14. Ian Solo (Harrison Ford) in Guerre stellari (1977)
15. Norma Rae Webster (Sally Field) in Norma Rae (1979)
16. Shane (Alan Ladd) ne Il cavaliere della valle solitaria (1953)
17. Harry Callaghan (Clint Eastwood) in Ispettore Callaghan: il caso Scorpio è tuo! (1971)
18. Robin Hood (Errol Flynn) in La leggenda di Robin Hood (1938)
19. Virgil Tibbs (Sidney Poitier) in La calda notte dell'ispettore Tibbs (1967)
20. Butch Cassidy e Sundance Kid (Newman e Redford) in Butch Cassidy (1969)
21. Mahatma Gandhi (Ben Kingsley) in Gandhi (1982)
22. Spartaco (Kirk Douglas) in Spartacus (1960)
23. Terry Malloy (Marlon Brando) in Fronte del porto (1954)
24. Thelma e Louise (Susan Sarandon e Geena Davis) in Thelma & Louise (1991)
25. Lou Gehrig (Gary Cooper) in L'idolo delle folle (1942)
26. Superman (Christopher Reeve) in Superman (1978)
27. Woodward e Bernstein (Redford e Hoffman) in Tutti gli uomini del presidente (1976)
28. Giurato numero 8 (Henry Fonda) ne La parola ai giurati (1957)
29. George Patton (George C. Scott) in Patton, generale d'acciaio (1970)
30. Nick Jackson (Paul Newman) in Nick mano fredda (1967)
31. Erin Brockovich (Julia Roberts) in Erin Brockovich - Forte come la verità (2000)
32. Philip Marlowe (Humphrey Bogart) ne Il grande sonno (1946)
33. Marge Gunderson (Frances McDormand) in Fargo (1996)
34. Tarzan (Johnny Weissmuller) in Tarzan l'uomo scimmia (1932)
35. Alvin York (Gary Cooper) ne Il sergente York (1941)
36. Rooster Cogburn (John Wayne) ne Il Grinta (1969)
37. Obi-Wan Kenobi (Alec Guinness) in Guerre stellari (1977)
38. Il vagabondo (Charles Chaplin) in Luci della città (1931)
39. Lassie in Torna a casa, Lassie! (1943)
40. Frank Serpico (Al Pacino) in Serpico (1973)
41. Arthur Chipping (Robert Donat) in Addio, Mr. Chips! (1939)
42. Padre Edward (Spencer Tracy) ne La città dei ragazzi (1938)
43. Mosè (Charlton Heston) ne I dieci comandamenti (1956)
44. Jimmy Doyle (Gene Hackman) ne Il braccio violento della legge (1971)
45. Zorro (Tyrone Power) ne Il segno di Zorro (1940)
46. Batman (Michael Keaton) in Batman (1989)
47. Karen Silkwood (Meryl Streep) in Silkwood (1983)
48. T-800 (Arnold Schwarzenegger) in Terminator 2 - Il giorno del giudizio (1991)
49. Andrew Beckett (Tom Hanks) in Philadelphia (1993)
50. Massimo Decimo Meridio (Russell Crowe) in Il gladiatore (2000)

## I 50 cattivi
In questa lista Jack Nicholson, James Cagney, Robert Mitchum, Faye Dunaway e Bette Davis compaiono con due personaggi.
1. Hannibal Lecter (Anthony Hopkins) in Il silenzio degli innocenti (1991)
2. Norman Bates (Anthony Perkins) in Psyco (1960)
3. Dart Fener (James Earl Jones - voce) ne L'Impero colpisce ancora (1980)
4. La strega dell'ovest (Margaret Hamilton) ne Il mago di Oz (1939)
5. Mildred Ratched (Louise Fletcher) in Qualcuno volò sul nido del cuculo (1975)
6. Mister Potter (Lionel Barrymore) ne La vita è meravigliosa (1946)
7. Alex Forrest (Glenn Close) in Attrazione fatale (1987)
8. Phyllis Dietrichson (Barbara Stanwyck) ne La fiamma del peccato (1944)
9. Regan MacNeil posseduta dal demone Pazuzu (Linda Blair) ne L'esorcista (1973)
10. Grimilde (Lucille La Verne - voce) in Biancaneve e i sette nani (1937)
11. Michael Corleone (Al Pacino) ne Il padrino - Parte II (1974)
12. Alex DeLarge (Malcolm McDowell) in Arancia meccanica (1971)
13. HAL 9000 in 2001: Odissea nello spazio (1968)
14. Alien in Alien (1979)
15. Amon Göth (Ralph Fiennes) in Schindler's List - La lista di Schindler (1993)
16. Noah Cross (John Huston) in Chinatown (1974)
17. Annie Wilkes (Kathy Bates) in Misery non deve morire (1990)
18. Lo squalo bianco in Lo squalo (1975)
19. William Bligh (Charles Laughton) ne La tragedia del Bounty (1935)
20. L'uomo in Bambi (1942)
21. Signora Iselin (Angela Lansbury) in Va' e uccidi (1962)
22. T-800 (Arnold Schwarzenegger) in Terminator (1984)
23. Eve Harrington (Anne Baxter) in Eva contro Eva (1950)
24. Gordon Gekko (Michael Douglas) in Wall Street (1987)
25. Jack Torrance (Jack Nicholson) in Shining (1980)
26. Cody Jarrett (James Cagney) ne La furia umana (1949)
27. I marziani ne La guerra dei mondi (1953)
28. Max Cady (Robert Mitchum) ne Il promontorio della paura (1962)
29. Rev. Harry Powell (Robert Mitchum) ne La morte corre sul fiume (1955)
30. Travis Bickle (Robert De Niro) in Taxi Driver (1976)
31. Sig.na Danvers (Judith Anderson) in Rebecca - La prima moglie (1940)
32. Bonnie e Clyde (Warren Beatty e Faye Dunaway) in Gangster Story (1967)
33. Conte Dracula (Bela Lugosi) in Dracula (1931)
34. Dr. Christian Szell (Laurence Olivier) in Il maratoneta (1976)
35. J.J. Hunsecker (Burt Lancaster) in Piombo rovente (1957)
36. Frank Booth (Dennis Hopper) in Velluto blu (1986)
37. Harry Lime (Orson Welles) in Il terzo uomo (1949)
38. Caesar Enrico Bandello (Edward G. Robinson) in Piccolo Cesare (1931)
39. Crudelia De Mon (Betty Lou Gerson - voce) ne La carica dei 101 (1961)
40. Freddy Krueger (Robert Englund) in Nightmare - Dal profondo della notte (1984)
41. Joan Crawford (Faye Dunaway) in Mammina cara (1981)
42. Tom Powers (James Cagney) in Nemico pubblico (1931)
43. Regina Giddens (Bette Davis) in Piccole volpi (1941)
44. Jane Hudson (Bette Davis) in Che fine ha fatto Baby Jane? (1962)
45. Joker (Jack Nicholson) in Batman (1989)
46. Hans Gruber (Alan Rickman) in Trappola di cristallo (1988)
47. Tony Camonte (Paul Muni) in Lo sfregiato (1932)
48. Roger "Verbal" Kint (Kevin Spacey) in I soliti sospetti (1995)
49. Auric Goldfinger (Gert Fröbe) in Agente 007 - Missione Goldfinger (1964)
50. Alonzo Harris (Denzel Washington) in Training Day (2001)